# Chung kết UEFA Champions League 1998
Trận chung kết UEFA Champions League năm 1998 là trận chung kết thứ sáu của UEFA Champions League và là trận chung kết thứ bốn mươi ba của Cúp C1 châu Âu. Đây là trận đấu giữa Real Madrid của Tây Ban Nha và Juventus của Ý trên Amsterdam Arena ở Amsterdam, Hà Lan vào ngày 20 tháng 5 năm 1998. Với chiến thắng 1–0 Real Madrid lần thứ bảy giành Cúp C1 châu Âu. Đây là lần thứ ba liên tiếp Juventus tham trận dự trận chung kết UEFA Champions League, trong đó chỉ một lần vô địch.

## Chi tiết trận đấu
| Juventus | 0–1      | Real Madrid   |
| -------- | -------- | ------------- |
|          | Chi tiết | Mijatović 66' |

| Juventus | Real Madrid |

| GK               | 1  | Angelo Peruzzi (c)    |     |     |
| CB               | 3  | Moreno Torricelli     |     |     |
| CB               | 13 | Mark Iuliano          |     |     |
| CB               | 4  | Paolo Montero         | 79' |     |
| RM               | 7  | Angelo Di Livio       |     | 46' |
| CM               | 14 | Didier Deschamps      |     | 77' |
| CM               | 26 | Edgar Davids          | 34' |     |
| LM               | 22 | Gianluca Pessotto     |     | 70' |
| AM               | 21 | Zinedine Zidane       |     |     |
| CF               | 9  | Filippo Inzaghi       |     |     |
| CF               | 10 | Alessandro Del Piero  |     |     |
| Dự bị:           |    |                       |     |     |
| GK               | 12 | Michelangelo Rampulla |     |     |
| DF               | 6  | Dimas                 |     |     |
| DF               | 15 | Alessandro Birindelli |     |     |
| MF               | 8  | Antonio Conte         |     | 77' |
| MF               | 20 | Alessio Tacchinardi   |     | 46' |
| FW               | 16 | Nicola Amoruso        |     |     |
| FW               | 18 | Daniel Fonseca        |     | 70' |
| Huấn luyện viên: |    |                       |     |     |
| Marcello Lippi   |    |                       |     |     |

| GK               | 25 | Bodo Illgner         |       |     |
| RB               | 17 | Christian Panucci    |       |     |
| CB               | 5  | Manuel Sanchís (c)   |       |     |
| CB               | 4  | Fernando Hierro      | 23'   |     |
| LB               | 3  | Roberto Carlos       | 37'   |     |
| DM               | 6  | Fernando Redondo     |       |     |
| RM               | 27 | Christian Karembeu   | 56'   |     |
| LM               | 10 | Clarence Seedorf     | 90+4' |     |
| AM               | 7  | Raúl                 |       | 90' |
| CF               | 15 | Fernando Morientes   |       | 81' |
| CF               | 8  | Predrag Mijatović    |       | 89' |
| Dự bị:           |    |                      |       |     |
| GK               | 1  | Santiago Cañizares   |       |     |
| DF               | 19 | Fernando Sanz        |       |     |
| MF               | 11 | José Emilio Amavisca |       | 90' |
| MF               | 16 | Jaime                |       | 81' |
| MF               | 18 | Víctor Sánchez       |       |     |
| MF               | 20 | Sávio                |       |     |
| FW               | 9  | Davor Šuker          |       | 89' |
| Huấn luyện viên: |    |                      |       |     |
| Jupp Heynckes    |    |                      |       |     |

| Trợ lý trọng tài: Thorsten Bastian (Đức) Christian Schräer (Đức) Trọng tài thứ 4: Hans-Jürgen Weber (Đức) | Quy tắc trận đấu - Thời gian chính thức 90 phút. - Thêm 30 phút hiệp phụ nếu hòa. - Sút luân lưu nếu vẫn hòa. - Được đăng ký 7 cầu thủ dự bị. - Tối đa 3 quyền thay người. |